# Список кардиналов, возведённых папой римским Пасхалием II
Кардиналы, возведённые Папой римским Пасхалием II — девяносто два клирика были возведены в сан кардинала на пятнадцати Консисториях за восемнадцать с половиной лет понтификата Пасхалия II.

## Консистория от 1099 года
- Кризогоно (кардинал-священник церкви Сан-Чириако-алле-Терме-Диоклециане);
- Джованни, O.S.B., аббат аббатства Сан-Паоло-фуори-ле-Мура, Рим (кардинал-священник церкви Санта-Мария-ин-Трастевере);
- Амико, O.S.B.Cas., аббат аббатства Сан-Винченцо-аль-Вольтурно, Капуя (кардинал-священник церкви Санти-Нерео-эд-Акиллео);
- Грегорио Каэтани (кардинал-священник церкви Святых XII апостолов);
- Гвидо, O.S.B. (кардинал-священник церкви Санта-Бальбина);
- Уго (кардинал-священник церкви Сан-Витале);
- Пандольфо, O.S.B.Cas. (титулярная церковь неизвестна);
- Ульрих (титулярная церковь неизвестна);
- Антонио, генеральный настоятель монастыря Сан-Пьетро-юкста-Тританум-флумен (титулярная церковь неизвестна);
- Берардо деи Марси (кардинал-дьякон с титулярной диаконией Сант-Адриано);[1]
- Романо (кардинал-дьякон с титулярной диаконией Санта-Мария-ин-Портико-Октавиа);
- Бобоне (кардинал-дьякон с титулярной диаконией Сан-Теодоро);
- Гуалон, O.S.B.Clun. (титулярная диакония неизвестна);
- Грегорио, O.S.B., аббат аббатства Санти-Андреа-э-Грегорио-Маньо-аль-Челио , Rome (кардинал-дьякон с титулярной диаконией Сант-Эустакьо);
- Дочибило (титулярная диакония неизвестна).

## Консистория 1100 года
- Пьетро (кардинал-епископ Порто);
- Агостино (кардинал-священник церкви Санти-Куаттро-Коронати);
- Романо (кардинал-священник церкви Санта-Приска);
- Теобальдо (кардинал-священник церкви Санти-Джованни-э-Паоло);
- Пьетро Модольензе (кардинал-священник церкви Сан-Систо);
- Пьетро, O.S.B.Cas. (кардинал-дьякон с титулярной диаконией Сант-Адриано);
- Джованни (титулярная диакония неизвестна);
- Гуалтерио (титулярная диакония неизвестна).

## Консистория 1101 года
- Риккардо, O.S.B. (кардинал-епископ Альбано).

## Консистория 1102 года
- Крешенцио Сабинский (кардинал-епископ Сабины);
- Домниццоне (кардинал-священник церкви Санти-Сильвестро-э-Мартино-ай-Монти);
- Теобальдо (кардинал-дьякон с титулярной диаконией Санта-Мария-Нуова).

## Консистория 1104 года
- Гальон (титулярная церковь неизвестна);
- Убальдо (титулярная диакония неизвестна).

## Консистория 1105 года
- Коррадо (кардинал-епископ Палестрины);
- Лев, O.S.B.Cas. (кардинал-епископ Веллетри или Остии);
- Бонифаций (кардинал-священник церкви Санти-Сильвестро-э-Мартино-ай-Монти);
- Дезидерио (кардинал-священник церкви Санта-Прасседе);
- Домниццоне (кардинал-священник церкви Сан-Чириако-алле-Терме-Диоклециане);
- Гай (кардинал-священник церкви Сан-Кризогоно);
- Джованни (кардинал-священник церкви Санта-Пуденциана);
- Виталий (кардинал-священник церкви Санта-Сабина);
- Асканио (кардинал-священник церкви Сан-Клементе);
- Уго Д’Алатри (кардинал-дьякон с титулярной диаконией Санта-Мария-ин-Виа-Лата);
- Бозоне (титулярная диакония неизвестна).

## Консистория 1106 года
- Чинцио (кардинал-епископ Сабины);
- Винченцо (кардинал-епископ Порто);
- Гезо (кардинал-священник церкви Санта-Сусанна);
- Эррико (кардинал-священник церкви Санта-Мария-ин-Трастевере);
- Росимано Сансеверино, O.S.B.Cas. (кардинал-дьякон с титулярной диаконией Сан-Джорджо-ин-Велабро);
- Пьетро Пьерлеони, O.S.B.Clun. (кардинал-дьякон с титулярной диаконией Санти-Козма-э-Дамиано).[2]

## Консистория 1107 года
- Джованни (кардинал-священник церкви Санта-Чечилия);
- Грегорио, папский секретарь (кардинал-священник церкви Сан-Лоренцо-ин-Лучина);
- Лев (титулярная диакония неизвестна).

## Консистория 1108 года
- Куно фон Урах, регулярные каноники Арруазе (кардинал-епископ Палестрины);

## Консистория 1112 года
- Манфредо (кардинал-епископ Фраскати);
- Уго Висконти, папский капеллан (кардинал-священник церкви Святых XII апостолов);
- Уберто (кардинал-священник церкви Санта-Сабина);
- Грегорио (кардинал-священник церкви Сан-Кризогоно);
- Пьетро Герардеска, папский секретарь, аудитор Священного дворца, священник папской капеллы (кардинал-священник церкви Сан-Марчелло);
- Анастасио (кардинал-священник церкви Сан-Клементе);
- Никколо (кардинал-священник церкви Санти-Джованни-э-Паоло);
- Пьетро (кардинал-священник церкви Санта-Мария-ин-Трастевере);
- Одеризио ди Сангро, O.S.B.Cas., диакон патриаршей Латеранской базилики (кардинал-дьякон с титулярной диаконией Сант-Агата-алла-Субурра).
- Ромуальдо Гуарна (кардинал-дьякон с титулярной диаконией Санта-Мария-ин-Виа-Лата);
- Крешенцио Д’Анагани, папский секретарь (кардинал-дьякон с титулярной диаконией Санта-Мария-ин-Домника).

## Консистория 1113 года
- Адеодато (кардинал-священник церкви Сан-Лоренцо-ин-Дамазо);
- Коррадо (кардинал-священник церкви Санта-Пуденциана);
- Джоната (титулярная церковь неизвестна);
- Теодоро (кардинал-священник церкви Сан-Кризогоно);
- Грегорио (титулярная диакония неизвестна).

## Консистория 1114 года
- Анастасио (кардинал-епископ Альбано);
- Бонифаций (кардинал-священник церкви Сан-Марко);
- Джованни, O.S.B.Cas. (кардинал-священник церкви Сан-Эузебио);
- Теобальдо (кардинал-священник церкви Сант-Анастазия).

## Консистория 1115 года
- Лев (кардинал-епископ Альбано);
- Виталий (кардинал-епископ Альбано);
- Дивиццо (кардинал-епископ Фраскати);
- Джерардо, монах монастыря Палладио, Форум-де-Нерва, Рим (кардинал-священник церкви Санта-Приска);
- Лев, O.S.B., аббат монастыря Сан-Клементе (кардинал-дьякон с титулярной диаконией Санти-Вито-э-Модесто);
- Джованни (кардинал-дьякон с титулярной диаконией Санта-Лючия-ин-Септисолио).

## Консистория 1116 года
- Крешенцио младший (кардинал-епископ Сабины);
- Пётр Сенекс (кардинал-епископ Порто);
- Бозоне (кардинал-священник церкви Сант-Анастазия);
- Пьетро (титулярная диакония неизвестна).

## Консистория 1117 года
- Ламберто (кардинал-епископ Веллетри);
- Сассо (кардинал-священник церкви Санто-Стефано-аль-Монте-Челио);
- Джованни да Крема (кардинал-священник церкви Сан-Кризогоно);
- Райнеро (кардинал-священник церкви Санти-Марчеллино-э-Пьетро);
- Бозоне (кардинал-священник церкви Санти-Куаттро-Коронати);
- Крисогоно (кардинал-священник церкви Сан-Чириако-алле-Терме-Диоклециане);
- Сиджиццоне младший (кардинал-священник церкви Сан-Систо);
- Теобальдо (кардинал-священник церкви Санти-Джованни-э-Паоло);
- Пьетро (кардинал-священник церкви Сан-Марчелло);
- Амико младший, O.S.B.Cas., аббат монастыря Сан-Лоренцо-фуори-ле-Мура, Рим (кардинал-дьякон с титулярной диаконией Санти-Вито-э-Модесто-ин-Мачело-Муртирум);
- Крисогоно Малькондини, вице-канцлер Святой Римской Церкви (кардинал-дьякон с титулярной диаконией Сан-Никола-ин-Карчере);
- Эррико, O.S.B., аббат монастыря Маццары (кардинал-дьякон с титулярной диаконией Сан-Теодоро).